# Evje kommun
Evje kommun (norska: Evje kommune) var en kommun i Aust-Agder fylke i södra Norge. Kommunen omfattade den östra delen av nuvarande Evje og Hornnes kommun. Tätorten Evje utgjorde kommunens centralort.

## Administrativ historik
Evje kommun upprättades den 1 januari 1877 när den dåvarande kommunen Evje og Vegusdal delades i två och de båda kommunerna Evje respektive Vegusdal bildades. Kommunen hade 870 invånare vid upprättandet.
Den 1 januari 1960 gick Evje kommun, tillsammans med Hornnes kommun, upp i den då nybildade Evje og Hornnes kommun. Kommunens hade då 1 646  invånare.